# اچ‌ام‌آی‌اس پنجاب (جی۲۳۹)
اچ‌ام‌آی‌اس پنجاب (جی۲۳۹) (به انگلیسی: HMIS Punjab (J239)) یک کشتی بود که طول آن ۱۸۶ فوت (۵۷ متر) بود. این کشتی در سال ۱۹۴۱ ساخته شد.